# Чернелів-Руський
Черне́лів-Ру́ський — село в Україні, у Байковецькій сільській громаді Тернопільського району Тернопільської області. До 2018 року було адміністративним центром Чернелево-Руської сільської ради. 11 липня 2018 року село приєднали до складу Байковецької сільської громади. До Чернелева-Руського також приєднано хутори Човганщина та Замчиско. Розташоване на річці Гнізна Гнила, в центрі району.

## Географія
У селі є вулиці: Володимира Гарматія, Заводська, Закорщм'яного, Замчинецька, Зелена, Івана Франка, Лесі Українки, Михалевича, Молодіжна, Польова, Соломії Крушельницької, Тараса Шевченка і Шушкевича.

## Історія
Поблизу села виявлено археологічні пам'ятки ранньої залізної доби, поморської, черняхівської та давньоруської культур. Найвідомішою археологічною пам'яткою є могильник черняхівської культури, який упродовж майже чверті століття досліджував тернопільський археолог Ігор Ґерета.
Село Чернилів-Руський не завжди мало таку назву. Перша згадка про нього датується 1410 роком, коли подільський і теребовлянський староста Пйотр Влодковіч підтвердив кордони між Черленовом і Борками. Старожителі села розповідають, що воно походить від слова «червлений» — темно-червоний. Та точно з'ясувати не вдається, бо вже через декілька років село згадується вже як Чернелів — від «чернь» — кріпак та «лів» — ловити.
Письмова згадка про Чернелів-Руський, тоді ще Черленів збереглася в акті від 16 січня 1444 року, за яким литовський князь Свидригайло в жалуваній грамоті надавав своєму васалу (слузі) Михайлу Олехновичу «за його вірну службу» у володіння села Кременецького повіту, у тому числі «…замки Красилів над Случчю і Черленів зі всіма селами та угіддями».
У 1464 році відбулося розмежування земель між Киданцями, Малим Ходачковом і Борками.
У 1508 році населений пункт згаданий у документах як приватне містечко з замком, на шляху з Теребовлі до Збаража.
У XVI ст. у селі розташовувався монастир, в якому була Чудотворна ікона Матері Божої.
У XVI столітті Чернелів-Руський було містечком. Під час української національної революції село зазнало великих втрат. У 1672 році німецький мандрівник Ульріх фон Вердум, подорожуючи Україною, проїжджав зі Збаража до Тернополя. Він згадує у своїх записках Збараж, Чернихівці, Чернелів і Тернопіль.
Після Андрусівського перемир'я село Чернелів залишається під владою шляхетської Польщі до другого її поділу у 1793 році.
Справжнє громадське життя села починається в останніх десятиліттях XIX століття. У цей час була прокладена кам'яна дорога до Ступок. У 1851 році засновано однокласну школу з українською мовою навчання. У 1912 році в селі було освячено нову кам'яну церкву. У 20–40-х роках XX століття в селі діяли товариства «Просвіта», «Січ», «Луг», «Сільський господар», «Союз українок», «Рідна школа» та кооператив.
У періодиці іноді зустрічається інформація, що колись село називалося Чернелів Польський (Чернелів Мазовецький).
Така інформація не має під собою жодних архівних підстав і спричинена тим, що поряд із Чернелевом-Руським знаходилося село Чернелів Мазовецький, яке спочатку було перейменоване на Жукове, в 1957 році — на Жовтневе, а у 2016 — на Соборне. Те, що Чернелів-Руський і Чернелів Мазовецький — різні села, підтверджує мапа Wojskowego Instytutu Geograficznego з 1925 року (http://www.czernielowmazowiecki.pl/ [Архівовано 24 січня 2021 у Wayback Machine.]), на якій Чернелів Мазовецький обведений червоним прямокутником.
У Географічному словнику Польського Королівства (Słowniku geograficznym Królestwa Polskiego. T. I: Aa — Dereneczna. Warszawa 1880) інформація про село Чернелів-Руський знаходиться на сторінці 817, а про село Чернелів Мазовецький на сторінці 825. На цій же сторінці словника читач довідається, що Чернелів Мазовецький лежить на відстані чверті милі на північ від Чернелева-Руського.
1 серпня 1934 року в рамках реформи на підставі нового закону про самоуправління (23 березня 1933 року) село увійшло до новоствореної сільської гміни Великі Бірки (Тернопільський повіт Тернопільського воєводства).
11 липня 2018 року село увійшло до складу Байковецької сільської громади.
У 2019 році Тернопільською кінокомісією було знято документальний фільм «Музей-скансен черняхівської культури» [Архівовано 18 листопада 2020 у Wayback Machine.], (режисер Макс Мельник)
12 червня 2020 року, відповідно до розпорядження Кабінету Міністрів України № 724-р «Про визначення адміністративних центрів та затвердження територій територіальних громад Тернопільської області» увійшло до складу Байковецької сільської громади.
19 липня 2020 року, в результаті адміністративно-територіальної реформи та ліквідації Тернопільського району, село увійшло до складу новоутвореного Тернопільського району.

## Освіта
У селі функціонує початкова школа.

## Символіка
Сучасна символіка села була затверджена рішенням сесії сільської ради від 26 лютого 2021 року.

### Герб
Щит розділений синьою перев'яззю. У верхній білій частині розміщено герб Труби. Внизу — на чорному полі стилізоване зображення археологічної знахідки з могильника черняхівської культури.

### Прапор
Квадратне полотнище рівно розділене діагональною смугою. Прапор відтворює кольори та елементи Герба села.

## Населення
Згідно з переписом УРСР 1989 року, чисельність наявного населення села становила 778 осіб, з яких 343 чоловіки та 435 жінок.
За переписом населення України 2001 року в селі мешкало 766 осіб.
Станом на 19 жовтня 2023 року у селі проживало 705 осіб.

### Мова
Розподіл населення за рідною мовою за даними перепису 2001 року:
| Мова       | Відсоток |
| ---------- | -------- |
| Українська | 99,74 %  |
| Російська  | 0,26 %   |

## Пам'ятки

Пам'ятник отцю Миколі Михалевичу

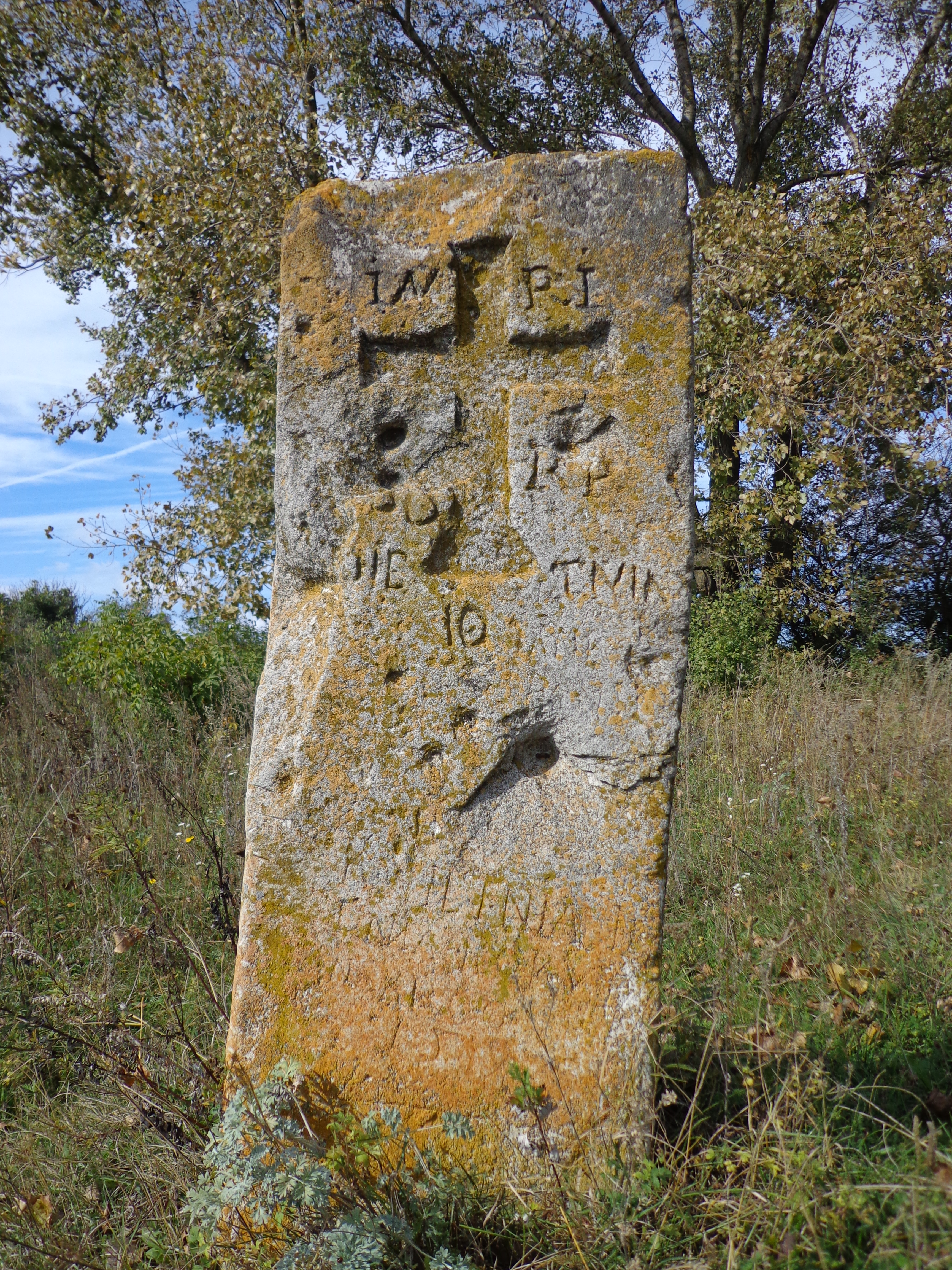
Чолганський камінь

- «Чолганський камінь» із датою 1569 рік.
- Церква Покрови Пресвятої Богородиці (У травні 1911 року в Чернелеві на місці старої дерев'яної церкви почали будувати нову кам'яну за проєктом архітектора Олександра Лушпинського, вів будову Дмитро Фалендиш із Тернополя. Кошти на побудову церкви в сумі 30000 крон австрійськими грішми сплатили парафіяни, що відповідало вартості двох тисяч центнерів пшениці. Крім того, було закуплено і доставлено коштами парафіян всі будівельні матеріали. 14 жовтня 1912 року в день св. Покрови церкву було освячено. Парохом на той час був отець Микола Михалевич.

У 1962 році храм закривають. Початок відродження церкви випадає на 1988 рік.  Церква Покрови Пресвятої Богородиці була першою в Тернопільській області, діяльність якої було відновлено ще за часів СРСР. У довідці наданій громаді Радою в справах релігій при Раді міністрів УРСР 9 листопада 1988 року, зазначено: «Рада в справах релігій при Раді міністрів УРСР зареєструвала релігійну громаду Руської православної церкви в с. Чернелеві-Руському Тернопільського району Тернопільської області й передала віруючим приміщення церкви». Перша служба Божа у заново відкритій церкві відбулася 4 грудня 1988 року.
У 2009 році над церковними воротами силами громади збудовано величну дзвіницю, яка освячена в день св. Покрови 14 жовтня 2009 року на храмовий празник).
- 3 каплички
- Символічна могила Борцям за волю України.
- Гідрологічна пам'ятка природи місцевого значення Джерело «В загороді».

### Пам'ятники
- Воїнам-односельцям, полеглим у німецько-радянській війні (1985 р.)
- Отцю Миколі Михалевичу (заклав підвалини бджільництва в краї); (2001 р., скульптор В. Садовник).

## Соціальна сфера
Працюють ЗОШ 1 ступ., клуб, бібліотека, ФАП, відділення зв'язку, торговельний заклад.

## Відомі люди

### Народилися
- Володимир Гарматій (1992—2014) — лейтенант 51-ї окремої механізованої бригади (Володимир-Волинський), загинув під час АТО[13].
- Ісидор (Сидір) Глинський (1860—1931) — священник, етнограф, громадсько-освітній діяч, член НТШ[14];
- Антін Кунько (1874—1964) — громадський діяч, член УНРади ЗУНР, посол до польського сейму у 1928—1930 роках[15],
- Ганна Макух — українська журналістка, редактор.
- Ігор Вонс (1920—1945) — публіцист, громадський діяч, член ОУН[16].
- Островський Олег Григорович (1925—2003) — інженер-графік.
- Саїк Олег Романович (1970—2022) — старший солдат Збройних сил України, учасник російсько-української війни[17].
- Богдан Строцень (1959) — археолог.
- Ігор Конотопський (1963—2020) — учасник російсько-української війни[18].

### Проживали
- О. Микола Михалевич (1843—1922) — релігійний та громадський діяч, пасічник, тут похований[19].

Археологічні дослідження проводили Адам Кіркор, Ігор Ґерета, Богдан Строцень.
Тут проживає о. Тарас Рогач.

## Світлини

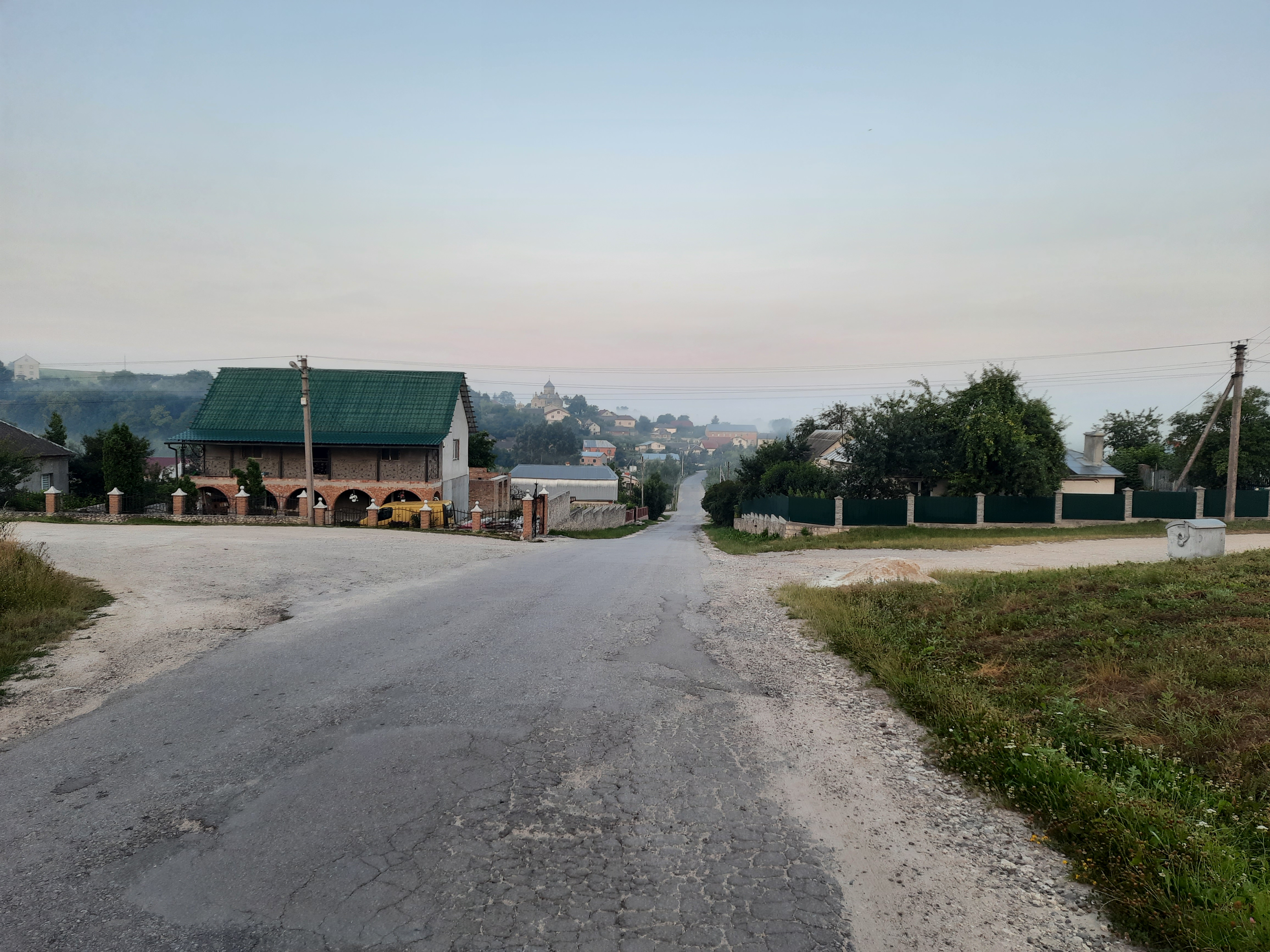
В'їзд у село
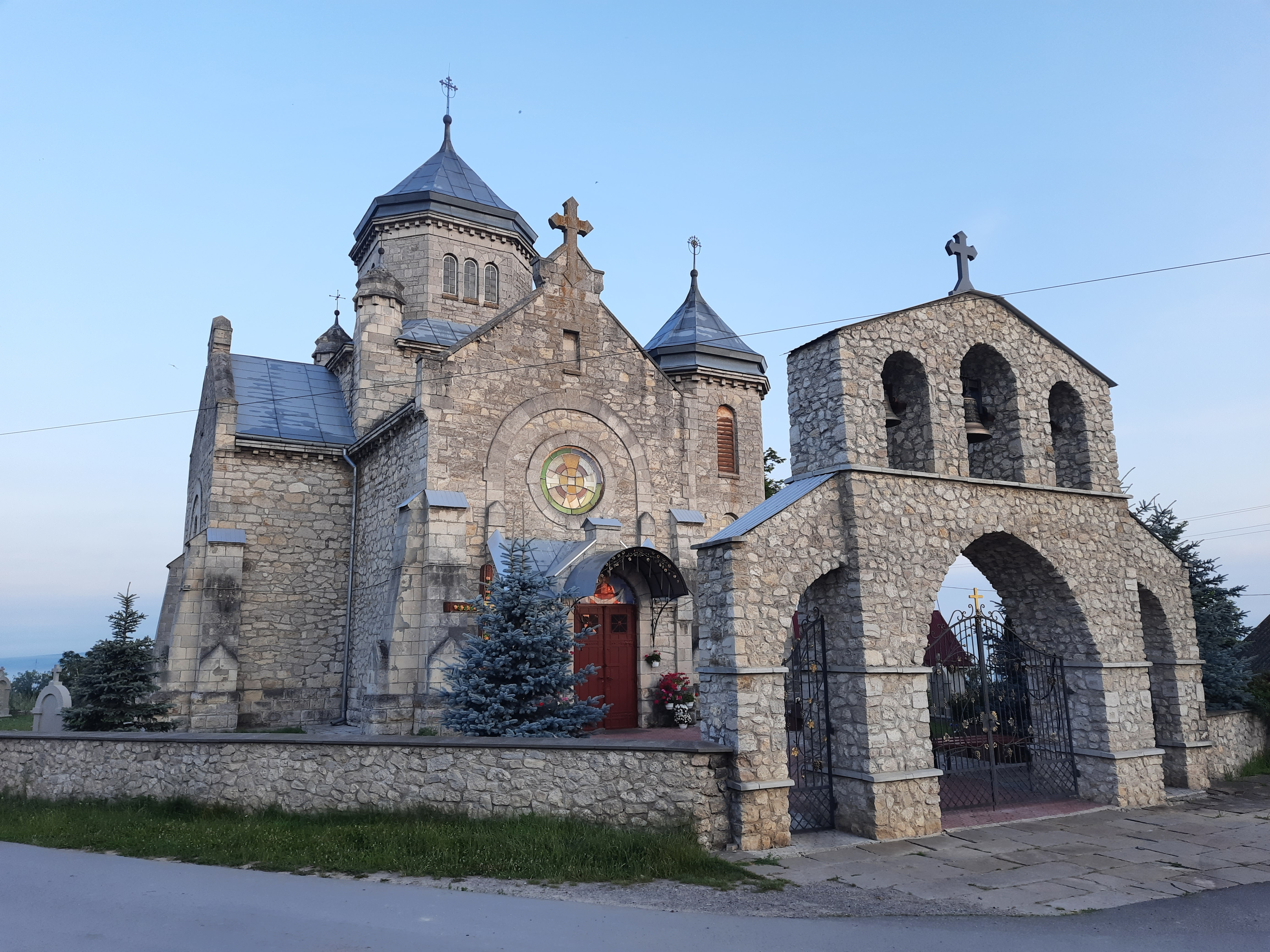
Церква Покрови Пресвятої Богородиці
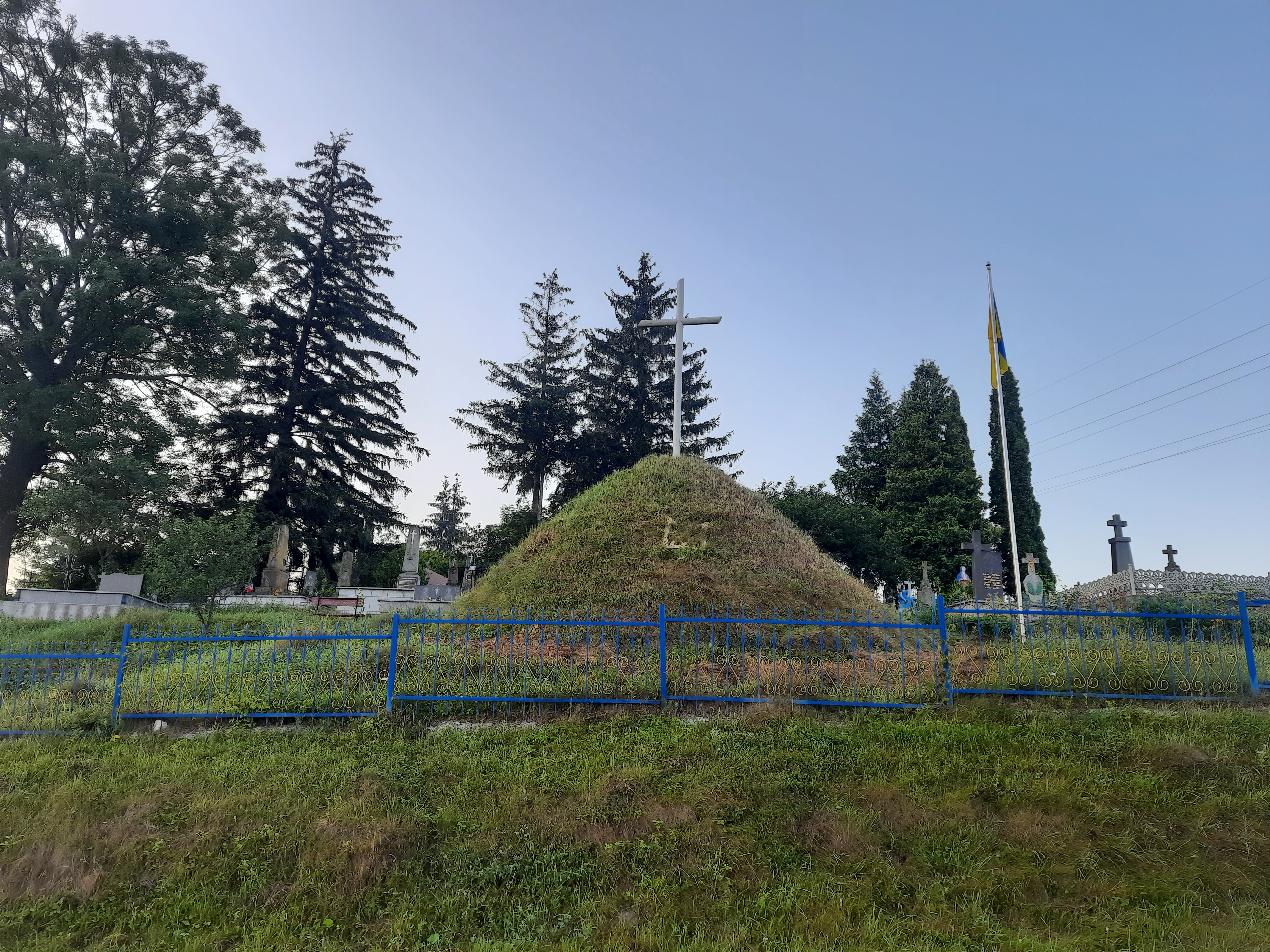
Символічна могила Борцям за волю України
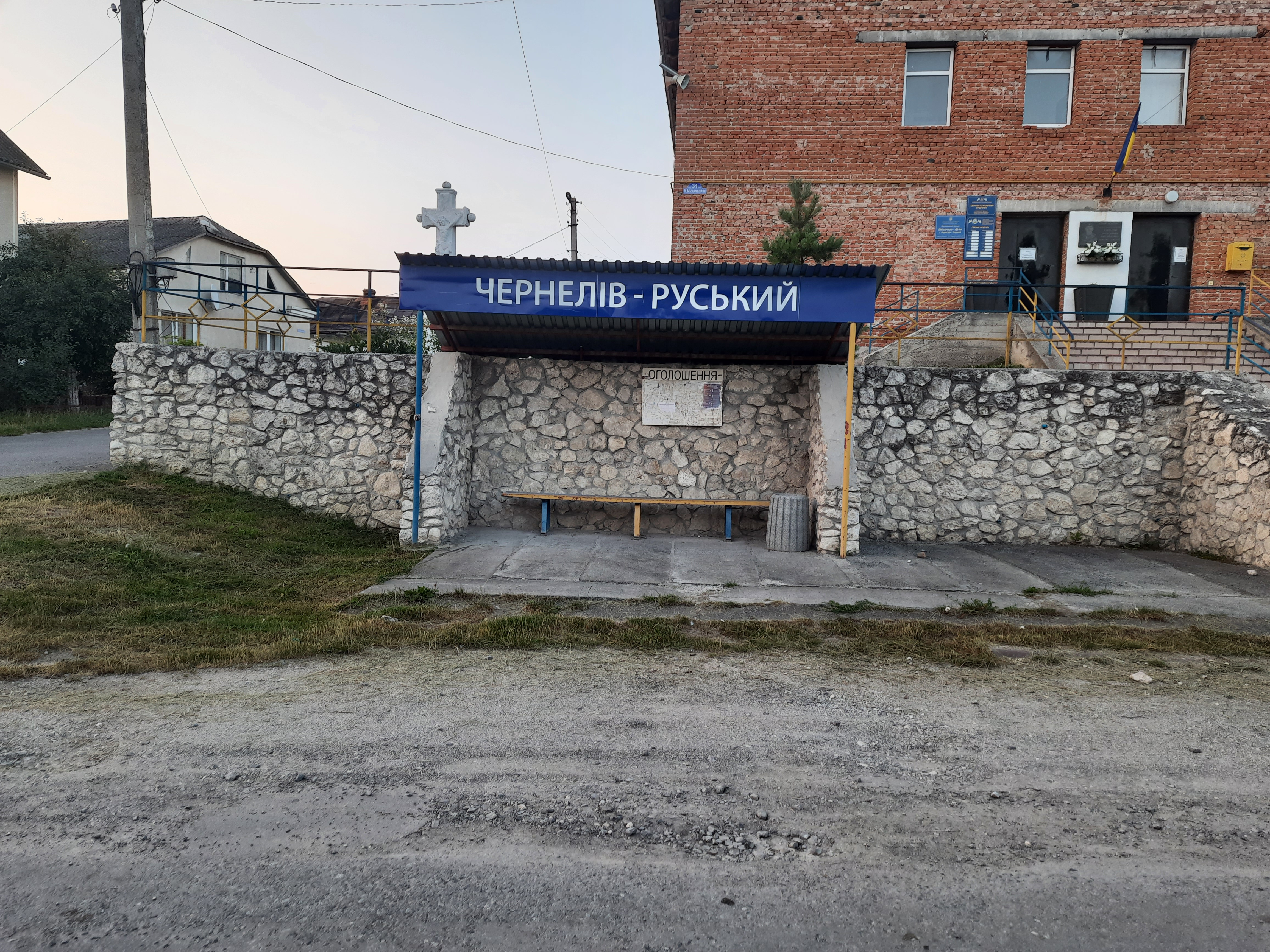
Автобусна зупинка
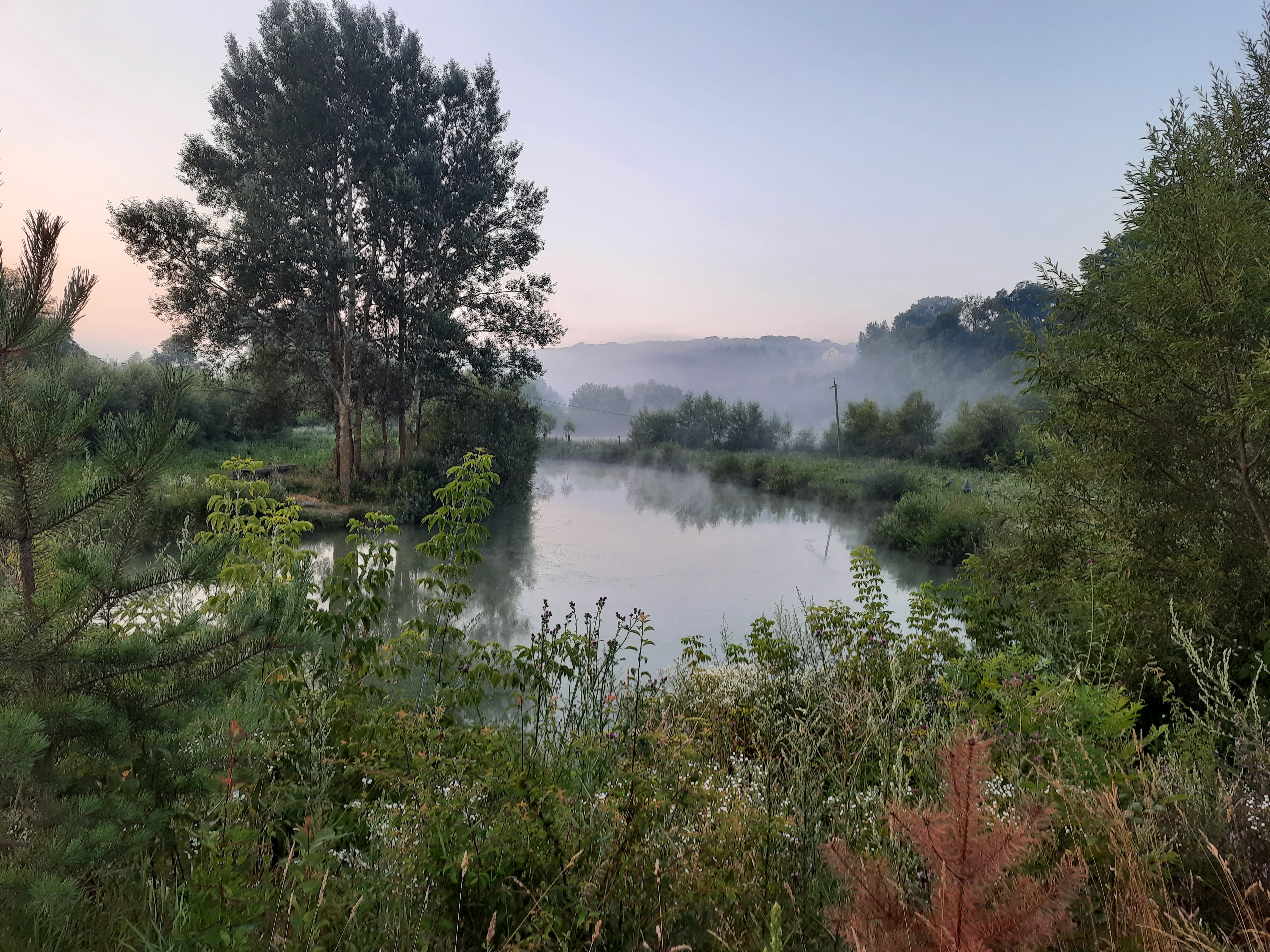
Річка Гнізна Гнила біля села
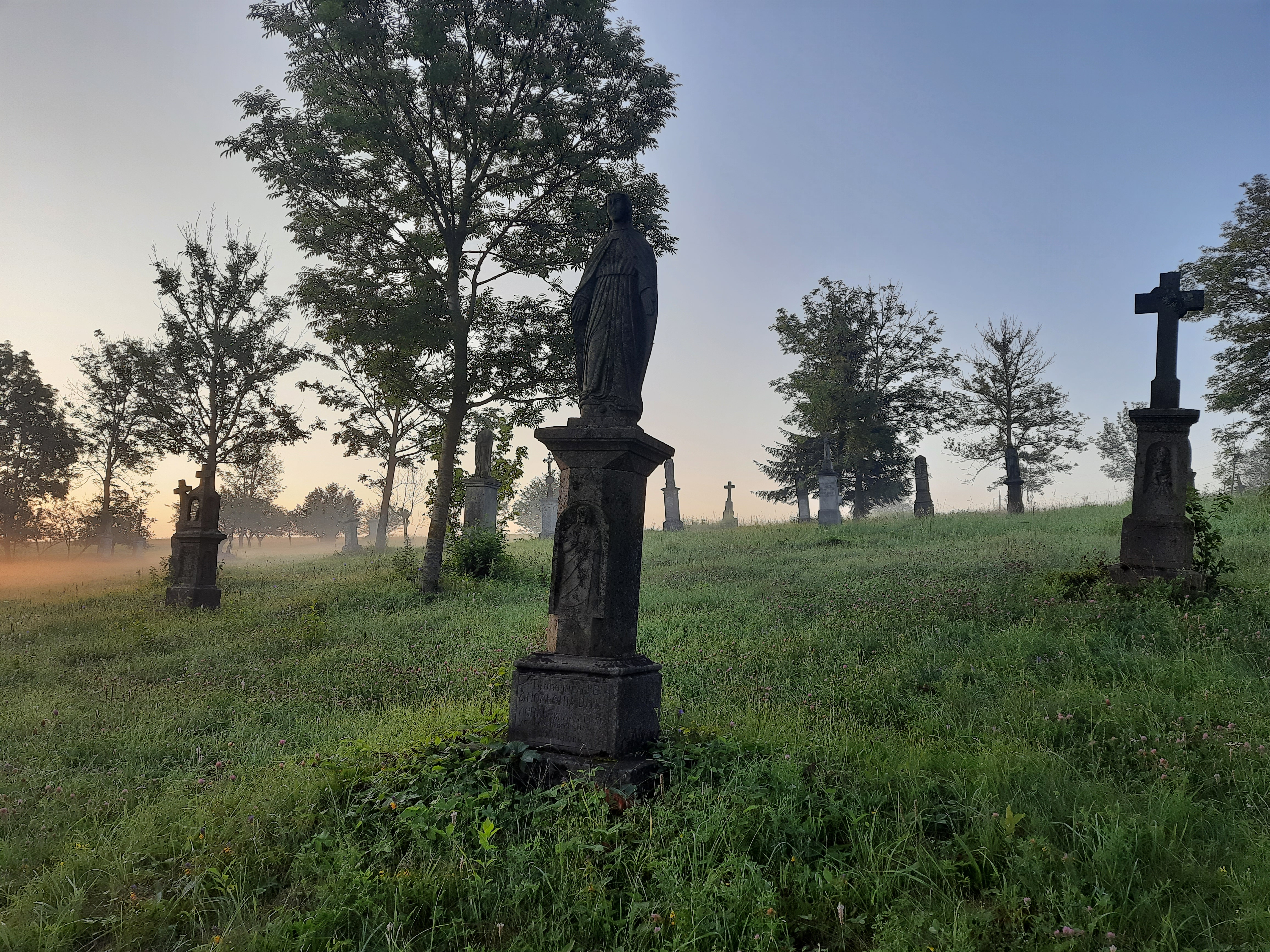
Старий цвинтар
Церква Покрови Пресвятої Діви Марії 1912